# كاسبر (فيلم)
كاسبر (بالإنجليزية: Casper)‏ وهو فيلم فنتازي كوميدي عائلي أمريكي تم إنتاجه في سنة 1995، الفلم من إخراج براد سلبرينغ, وهو من بطولة كرستينا ريتشي وبيل بولمان وكاثي موريارتي وإيريك آيدل وإيمي برينمان، هذا الفلم مبني على قصة كاسبر الشبح اللطيف، وقد تم إظهار الأشباح في الفيلم في نظام الصور منشأة بالحاسوب.

## أحداث فيلم كاسبر
فيلم كاسبر يصنف على أنه من الأفلام الكرتونية، فهو ما غير نظرة الكثير من الأطفال والكبار تجاه الأشباح ووجودها والخوف منها وأنها دائمًا ما تؤذي؛ فهو من رسخ فكرة أنه ليس من الضرورة كل ما تراه عيناك تصدقه، فحتى إذا رأيت شيئًا غريبًا لا تقم بالحكم عليه لمجرد أنه غريب، فأفهم وأعرف هل هو نافع أم ضار لأن الأغراب في الأغلب يكونون أفضل من المعارف الحقيقيين. فمن المؤكد أن جميع من شاهدوا وتأثروا بقصة الشبح كاسبر أصبحوا يحبون تكوين وبناء صداقات جديدة، ومنهم أثبت أنه لم يعد خائفًا من شيء حتى وإن كان شبح.
تدور أحداث فيلم كاسبر عن فتاة مراهقة تنتقل إلى العيش مع أبيها في أحد القصور القديمة، ولكنها تصادف أن يكون القصر مليء بالأشباح. إلى أن تتقابل مع الشبح كاسبر ليكون صديقها ويساعدها على العيش وعلى التأقلم في القصر. ولم يكتفوا على مساعدتها على التأقلم في القصر فحسب، فكان كاسبر وأصدقائه بمثابة داعمين لها في كل الأمور وكانوا أصدقائها الأفضل. إلى أن تطور الأمر وتعرفوا على والدها أيضًا، وتظل أحداث الفيلم تدور في سياق كوميدي ترفيهي وفي نفس الوقت يعمل على إيصال الفكرة.

## ممن استوحت أحداث فيلم كاسبر
قام الكاتبان Seymour Reit and Joe Oriolo باستيحاء قصة فيلم كاسبر أو كما يطلق عليه البعض البيت المسكون من قصة حقيقة. حيث كان في أحد القصور القديمة أب يعيش بمفرده دائمًا، ويقوم بقراءة الصحف كل يوم ولا يتحدث أو يختلط مع الغير على الإطلاق. وبعد مرور سنوات وسنوات سكن بجواره جيران جدد وقد سألوه عن سبب إصراره على الانعزال والعيش منفردًا. وكان رده عليهم أنه لا يعيش وحيدًا كما يظنون فابنه يعيش معه، على الرغم من أن ابنه قد مات. فكان ابنه يبلغ من العمر أثنى عشر عامًا وكان يلعب في الخارج لفترات طويلة في البرد، بسبب عيشه وحده ليس لديه أصدقاء ولا أخوة، فكان هو ووالده فقط وهذا بدوره أدى إلى إصابته بمرض الالتهاب الرئوي. وبعد إصابته بهذا المرض بأيام قليلة توفي الأبن، ولكن الأمر لم ينتهي عند هذا الحد فقط، فقد كان الأب يسمع صوت ضحكات ولهو ابنه في القصر ليحاول البحث عن أصدقاء له بعدما مات وأصبح شبحًا. وبذلك قام الكاتبان من استيحاء قصة فيلم كاسبر الذي أصبح يعشقه الناس كبارًا وصغارًا على حد سواء من هذا الطفل البالغ من العمر 12 عام، ولكن روحه ظلت تحوم حول القصر والمكان.

## طاقم عمل فيلم كاسبر
الفيلم من إخراج براد سلبرلنج.
من تأليف Seymour Reit وJoe Oriolo
من طاقم العمل:
- بيل بولمان
- كريستينا ريتشي
- إيريك أيدل
- كاثي موريرتي

## روابط خارجية
- الموقع الرسمي لفيلم كاسبر
- كاسبر على موقع IMDb (الإنجليزية)
- كاسبر على موقع ميتاكريتيك (الإنجليزية)
- كاسبر على موقع روتن توميتوز (الإنجليزية)
- كاسبر على موقع نتفليكس (الإنجليزية)
- كاسبر على موقع قاعدة بيانات الأفلام العربية
- كاسبر على موقع ألو سيني (الفرنسية)
- كاسبر على موقع Turner Classic Movies (الإنجليزية)
- كاسبر على موقع أول موفي (الإنجليزية)
- كاسبر على موقع بوكس أوفيس موجو (الإنجليزية)
- كاسبر على موقع فيلمافينيتي (الإسبانية)